# Galoppfältet
Galoppfältet – przystanek kolejowy w Gminie Täby, w regionie Sztokholm, w Szwecji.
Znajduje się na Roslagsbanan, 13 km na północny wschód od Stockholms östra station i został otwarty w 1913 pod nazwą Åkerby. Obecna nazwa pochodzi od hipodromu Täby, który powstał w 1960 roku.
W sąsiedztwie przystanku znajduje się parking dla samochód. W odległości 500 m od przystanku znajdują się szkoła podstawowa, Täby Enskilda Gymnasium, park biznesu, zajezdnia autobusowa, Täby Park Hotel, Klub Radio Täby Radio Amateurs i dwa kompleksy mieszkaniowe o łącznej liczbie ponad 1.700 mieszkań i około 3500 mieszkańców. W czasie gdy na hipodromie odbywają się zawody, znacznie zwiększa się liczba pasażerów korzystających z przystanku kolejowego.

## Linie kolejowe
- Roslagsbanan